# Risonanza magnetica dell'encefalo
La risonanza magnetica dell'encefalo è una tecnica di imaging biomedico che utilizza campi magnetici e onde radio, sfruttando il fenomeno della risonanza magnetica nucleare, per lo studio dell'encefalo. Tramite questa tecnica è possibile ottenere immagini a due o tre dimensioni dell'organo senza l'utilizzo delle radiazioni ionizzanti (raggi X) o traccianti radioattivi (radiofarmaco).